# Хосефа Камехо

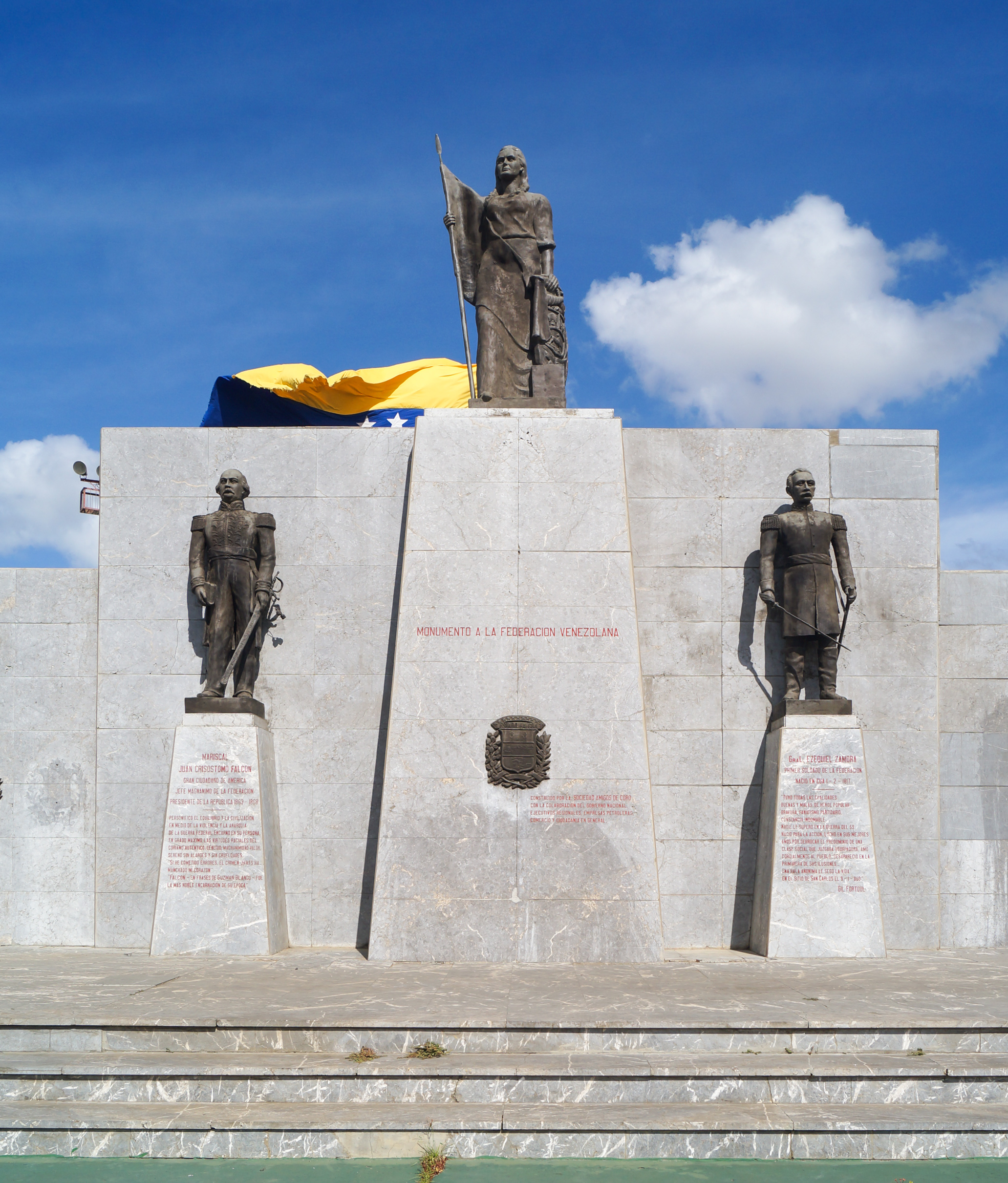
Памятник Венесуэльской федерации. Центральная фигура — Хозефа Камехо

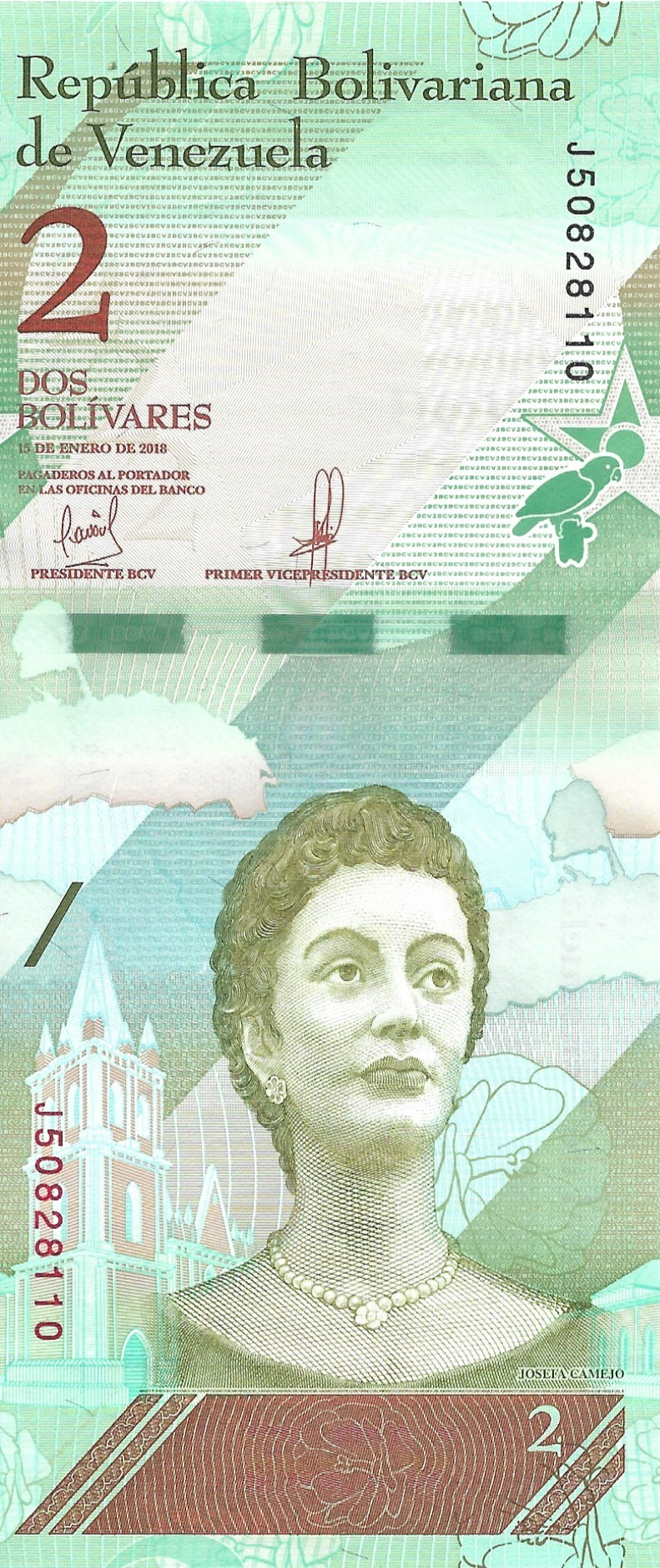
Изображение Хосефы Камехо на венесуэльской банкноте достоинством в 2 Боливара 2018 г.

Хосефа Венансио де ла Энкарнасьон Камехо, также известная как Ла Камехо и Донья Игнасия (исп. Josefa Camejo; 18 мая 1791, Парагуана, Генерал-капитанство Венесуэла — 5 июля 1862, Сьюдад-Боливар, Венесуэла) — героиня войны за независимость Венесуэлы.
Принимала активное участие в борьбе с испанскими роялистами за освобождение родины. Организовала группу женщин, которым была не безразлична судьба Венесуэлы и которые хотели участвовать в вооруженной борьбе, обратилась к губернатору провинции Педро Брисеньо дель Пумара с просьбой рассчитывать на них в битве с врагами.
Во многом благодаря ей к Венесуэльской федерации была присоединена провинция Коро.
Похоронена в Национальном пантеоне Венесуэлы.

## Память
- Изображение Хосефы Камехо размещено на венесуэльской банкноте достоинством в 2 Боливара 2018 г.
- В родном городе Хосефе Камехо установлен памятник.
- Международный аэропорт Фалькон на полуострове Парагуана носит её имя.
- В Пуэбло Нуэво есть площадь имени Хозефы Камехо.
- В городе Коро есть проспект, носящий её имя.